# Protryptylina
Protryptylina – organiczny związek chemiczny, trójpierścieniowy lek przeciwdepresyjny, amina II-rzędowa, silny inhibitor wychwytu zwrotnego noradrenaliny. Stosowany w leczeniu depresji z zahamowaniem psychoruchowym bez cech lęku i niepokoju. Zalecany do lecznictwa wyłącznie wewnątrzszpitalnego ze względu na możliwość wywołania podniecenia psychoruchowego, lęku, zaburzeń snu oraz tachykardii.

## Preparaty
- Vivalan
- Vivactil